# Varginha (Itapetininga)
Varginha é um distrito do município brasileiro de Itapetininga, que integra a Região Metropolitana de Sorocaba, no interior do estado de São Paulo.

## História

### Formação administrativa
- Distrito policial de Palmares criado em 08/02/1912, com sede no povoado de Varginha do Capivari, no município de Itapetininga[2][3].
- Lei complementar nº 5 de 19/01/1999 - Dispõe sobre a criação do distrito da Varginha, com território desmembrado do distrito de Gramadinho, no município de Itapetininga[4].

## Geografia

### Demografia

#### População urbana
| Crescimento população urbana | Crescimento população urbana | Crescimento população urbana | Crescimento população urbana |
| Censo                        | Pop.                         |                              | %±                           |
| ---------------------------- | ---------------------------- | ---------------------------- | ---------------------------- |
| 2010                         | 205                          |                              | —                            |
| Fonte: IBGE e Fundação SEADE |                              |                              |                              |

#### População total
Pelo Censo 2010 (IBGE) a população total do distrito era de 2 466 habitantes.

### Área territorial
A área territorial do distrito é de 314,367 km².

### Rodovias
O principal acesso ao distrito é a estrada vicinal que liga o distrito à Rodovia Professor Francisco da Silva Pontes (SP-127).

## Serviços públicos

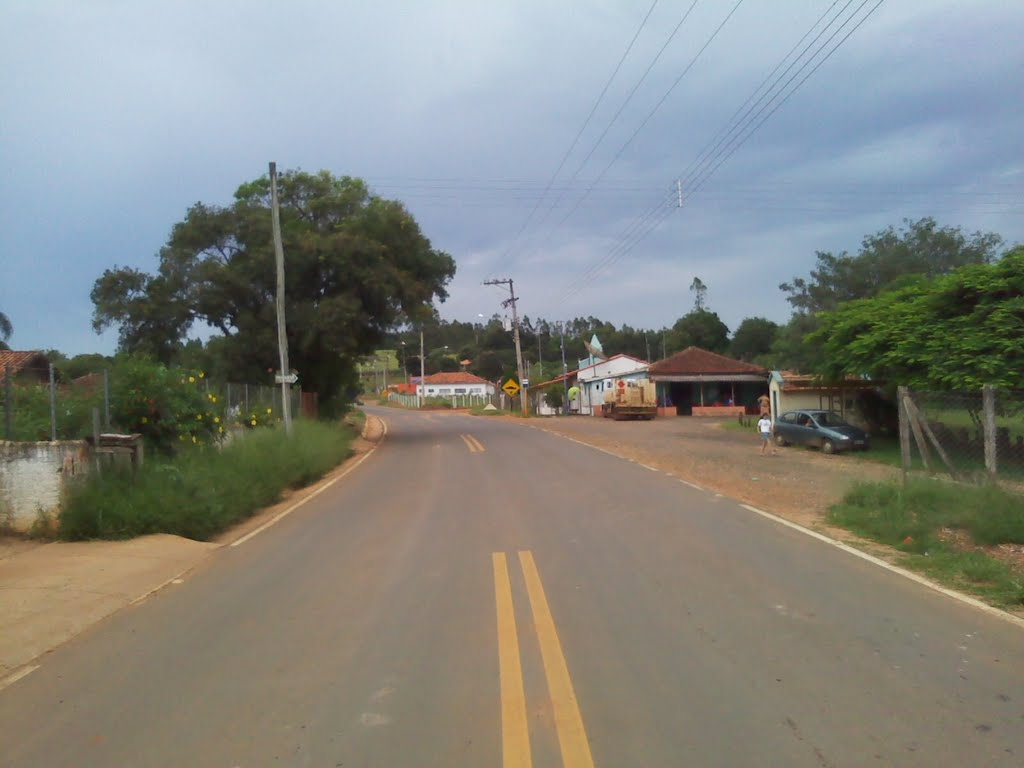
Entrada do distrito.

### Registro civil
Feito na sede do município, pois o distrito não possui Cartório de Registro Civil das Pessoas Naturais.

### Saneamento
O serviço de abastecimento de água é feito pela Companhia de Saneamento Básico do Estado de São Paulo (SABESP).

### Energia
A responsável pelo abastecimento de energia elétrica é a CPFL Santa Cruz (antiga CPFL Sul Paulista), distribuidora do grupo CPFL Energia.

## Religião
O Cristianismo se faz presente no distrito da seguinte forma:

### Igreja Católica
- A igreja faz parte da Diocese de Itapetininga[15].

### Igrejas Evangélicas
- Assembleia de Deus - O distrito possui congregação da Assembleia de Deus Ministério do Belém, vinculada ao Campo de Sorocaba[16][17].
- Congregação Cristã no Brasil[18].